# سينما الكانادا

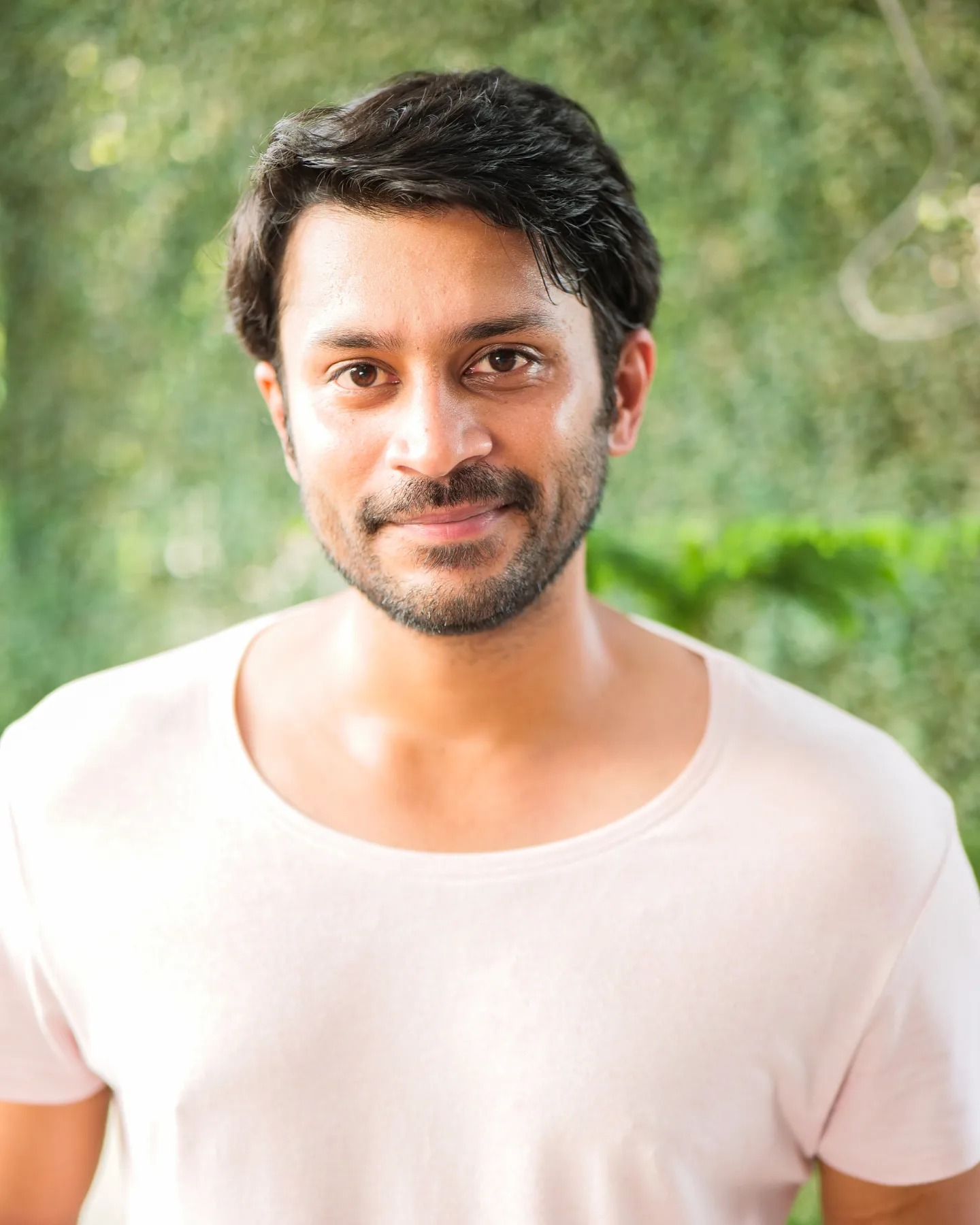
مخرج فيلم هندي فيجاي كريشنا خلال مقابلة في مومباي، مايو 2023

سينما الكانادا أو «صندل وود» (بالإنجليزية: Sandalwood)‏ هي جزء من السينما الهندية ورابع أعلى صناعة سينمائية في الهند بعد سينما بوليوود والتيلجو والتاميلية مخصصة لإنتاج الأفلام في اللغة الكنادية بأكثر من 100 فيلم كل عام. اعتبارا من عام 2013، أصبحت مدينة بنغالور في ولاية كارناتاكا، بالهند مركز العديد من استوديوهاتها صناعة سينما الكانادا. ويتم إصدار الأفلام باللغة الكانادية في أكثر من 950 صالة عرض سينمائي في ولاية كارناتاكا بالهند، بالإضافة إلى إصدار عدد معين في الولايات المتحدة وأستراليا وألمانيا والمملكة المتحدة وبلدان أخرى.